# Staatzer Straße
Die Staatzer Straße (B46) ist eine Landesstraße B im Bezirk Mistelbach in Niederösterreich. Sie hat eine Länge von 32,6 km und führt von der Brünner Straße (B7) bei Schrick über Mistelbach und Staatz bis zur tschechischen Grenze bei Laa an der Thaya. Sie führt dabei in nordwestliche Richtung und wird ab Mistelbach von der Laaer Ostbahn begleitet.
Eine touristische Attraktion entlang der Strecke ist die Burgruine Staatz.

## Geschichte
Die Straße von Laa über Staatz und Hörersdorf nach Mistelbach gehört zu den 17 Straßen, die 1866 zu niederösterreichischen Landesstraßen erklärt wurden.
Ab dem 1. Jänner 1951 gehörte die Staatzer Straße zum Netz der Bundesstraßen in Österreich. 2002 erfolgte die Übertragung in die Landesverwaltung.

## Ausbau
Um den Durchzugsverkehr aus den Orten zu verbannen und eine bessere Anbindung des Laaer Raums an die Nord Autobahn (A5) und damit an Wien zu erhalten, sind Ortsumfahrungen in Bau bzw. Planung. Ziel ist eine Art Autobahnzubringer von der A5 nach Laa mit Führung gänzlich außerhalb der Ortsgebiete.
Die Ost-Umfahrung von Laa an der Thaya wurde am 19. Februar 2010 eröffnet und ein Lkw-Durchfahrverbot durch das Stadtgebiet von Laa verhängt. Der bisherige Verlauf der B46 durch das Stadtzentrum von Laa an der Thaya wurde zur Gemeindestraße abgestuft. Für die Süd-Umfahrung, welche Teil der Pulkautal Straße (B45) ist, gibt es noch keinen Zeitplan.
Die Umfahrung Mistelbach geht von der A5-Anschlussstelle Wilfersdorf-Süd aus, die Stadt wird im Süden und Westen umfahren und teilweise mit niveaufreien Anschlussstellen ausgeführt. Über diese Trasse wird auch die Mistelbacher Straße (B40) geführt. Sie wurde im November 2015 fertiggestellt und dem Verkehr übergeben.
Im Anschluss an die Umfahrung Mistelbach sind Ortsumfahrungen von Siebenhirten und Hörersdorf vorgesehen.

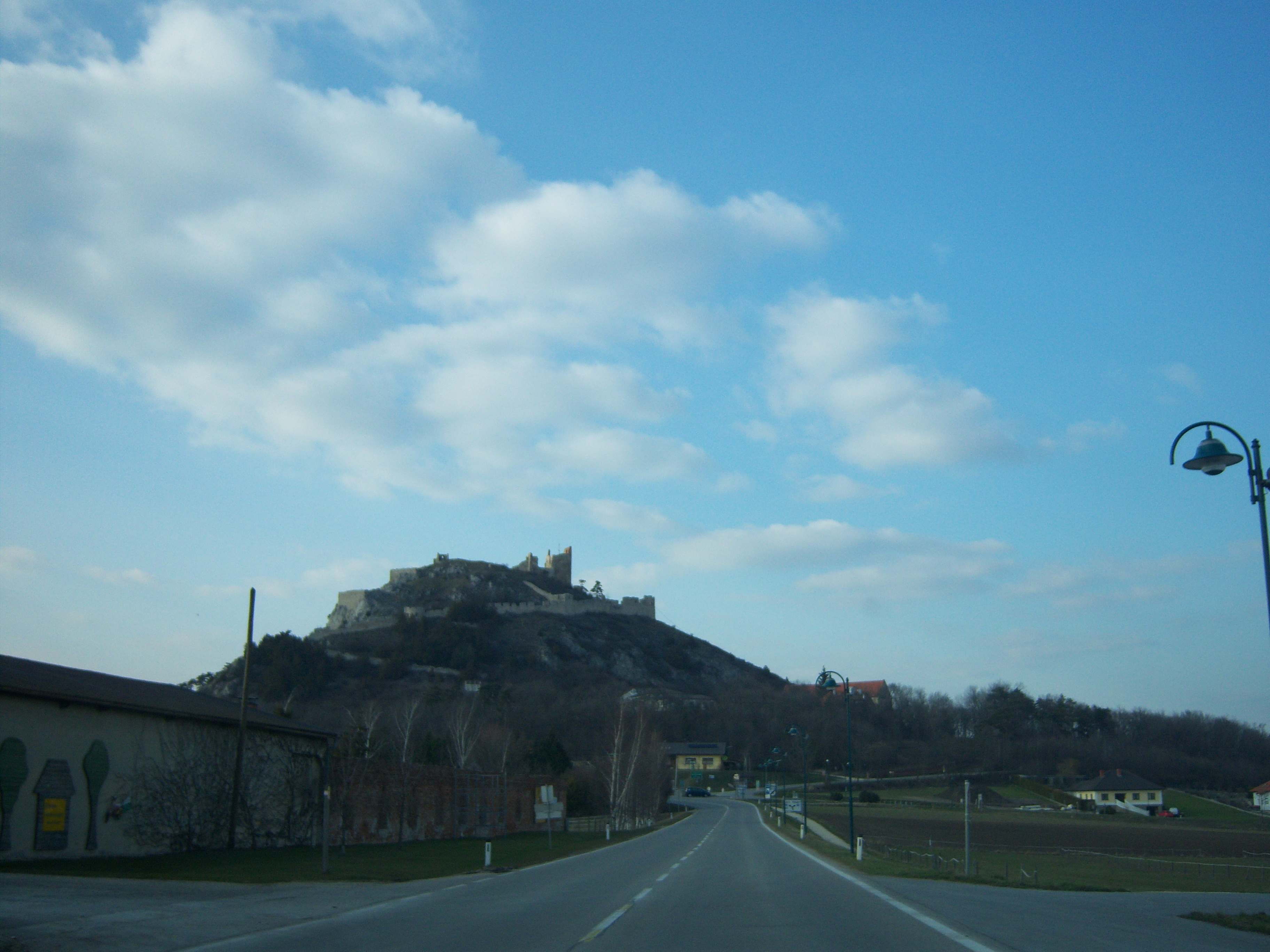
Ortseinfahrt von Staatz mit Ruine im Hintergrund
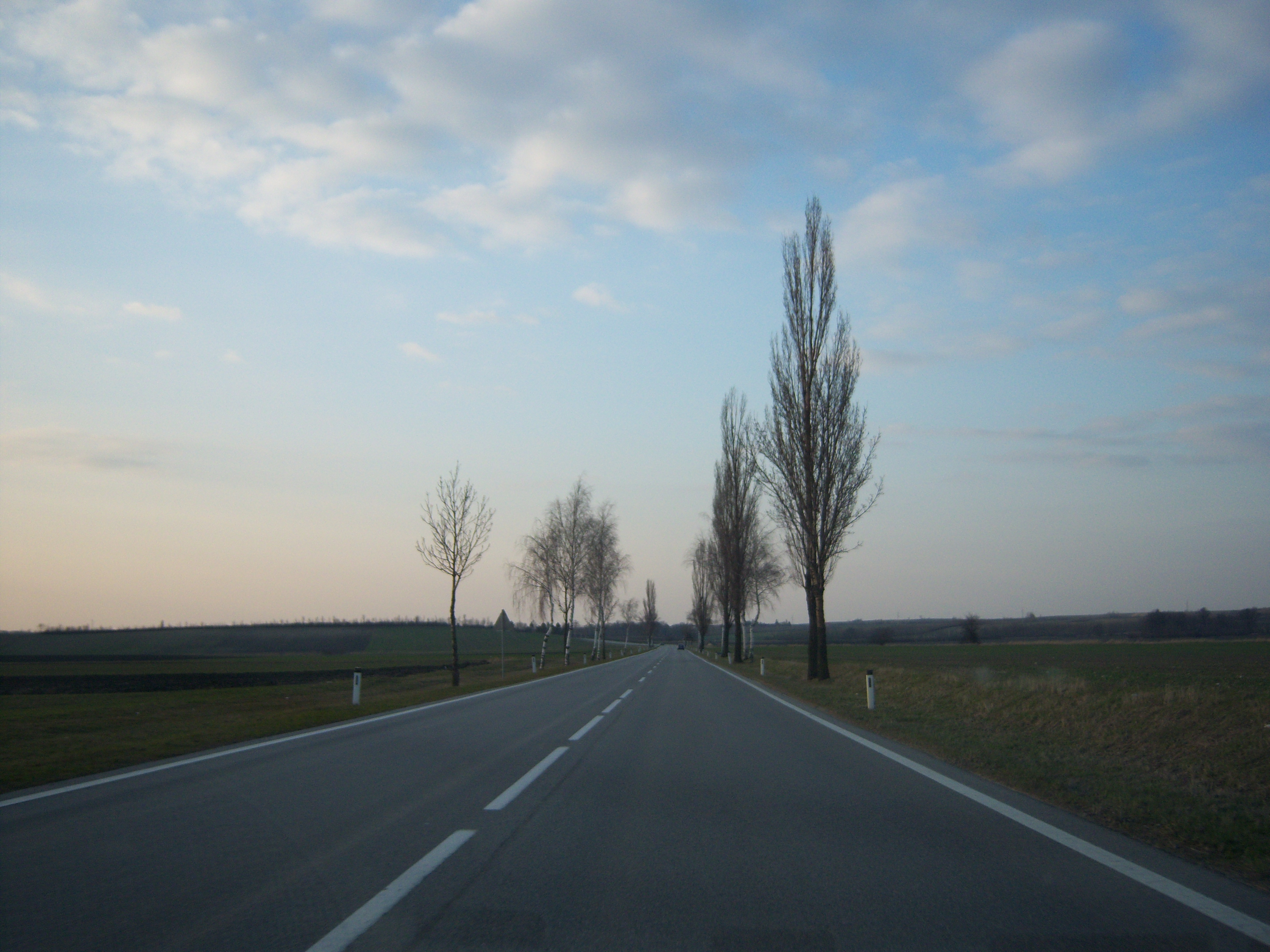
B46 zwischen Staatz und Laa an der Thaya